# Книга песен (Гейне)
«Книга песень» (Buch der Lieder) — сборник стихов Генриха Гейне, вышедший в 1827 году, принёсший автору мировую известность и породивший множество подражаний.
Сборник состоит из четырёх циклов:
- «Страдания Юности» (1816—1821): «Сновидения», «Песни», «Романсы», «Сонеты»;
- «Лирическое интермеццо» (1822—1823 г.):;
- «Опять на родине» (1823—1824 г.);
- «Северное море» (1825—1826 г.).

## Тематика сборника

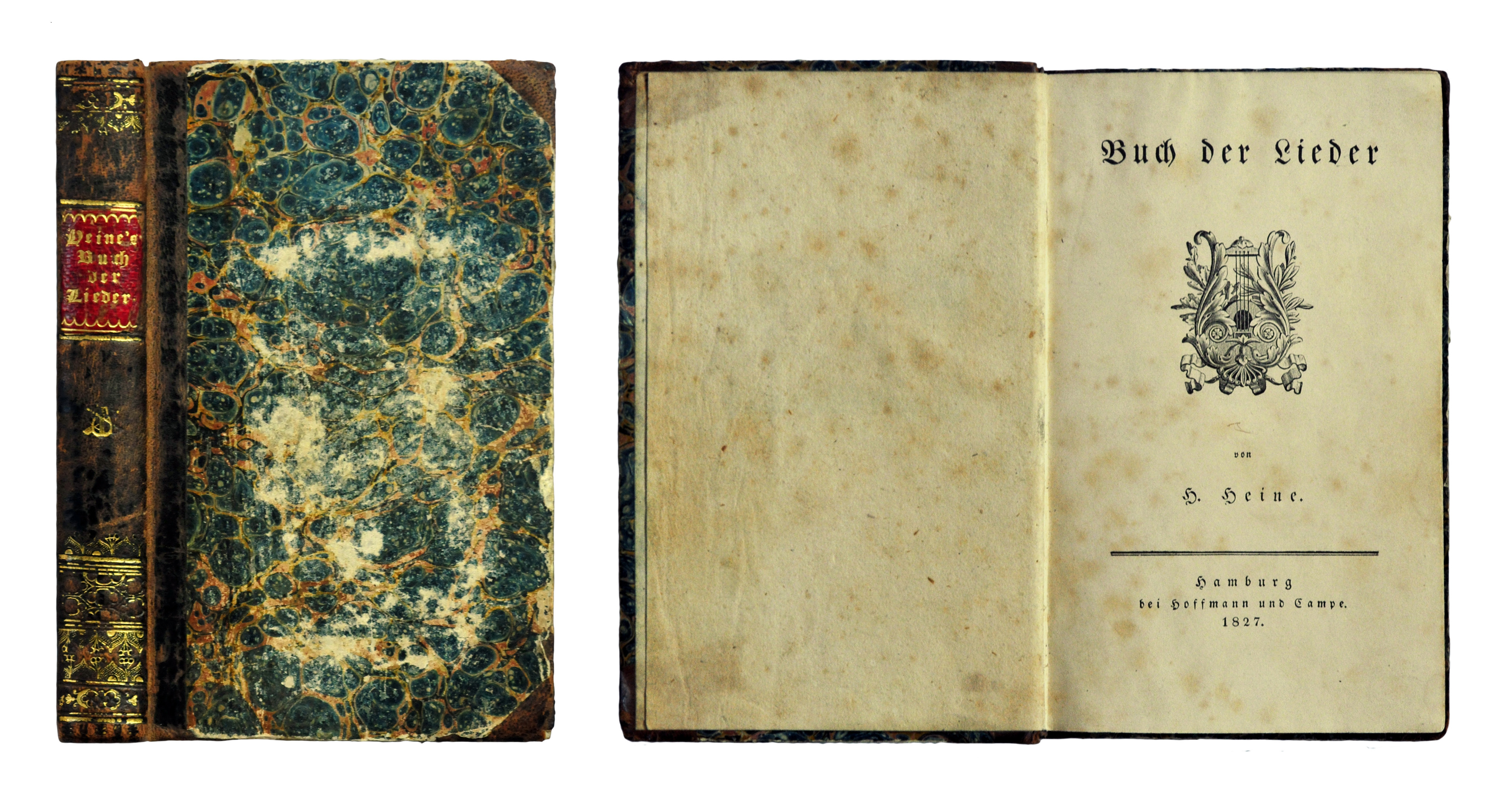
«Книга песен»

Герой «Книги песен» автобиографичен, он, подобно Гейне, влюблённому в свою кузину Амалию, страдает от несчастной любви. Тема любви пронизывает весь сборник, она показана автором не только в общефилософском, но и в субъективно-романтическом, частном аспекте.
Неразделённая любовь в интерпретации Гейне выливается в протест против окружающей действительности. Герой романтический, он разочарован, страдает меланхолией, болезненно переживает противоречия действительности, действует романтический принцип-антитеза «я» и «не — я», сохраняется романтическое мироощущение. Гамма передаваемых чувств лирического героя настолько велика, что стихи, написанные в течение 10 лет, Гейне объединил в один цикл.
Сборник сохраняет жизненные традиции раннего романтизма, связанные с народопесенным началом Г. А. Бюргера и И. В. Гёте, романтической типизацией, но, уже обнаруживает движение от романтизма к реализму (новая трактовка темы любви, более широкий творческий круг поэзии).